# Crofton (Maryland)
Pour les articles homonymes, voir Crofton.
Crofton est une census-designated place (CDP) située dans le comté d'Anne Arundel, au Maryland.
Sa population était de 29 641 habitants en avril 2020.